# Pompeu Bezerra Bessa
Pompeu Bezerra Bessa (* 18. November 1923 in Alto Santo, Ceará, Brasilien; † 23. Juli 2000) war ein brasilianischer Geistlicher und römisch-katholischer Bischof von Limoeiro do Norte.

## Leben
Pompeu Bezerra Bessa empfing am 11. Dezember 1949 das Sakrament der Priesterweihe.
Am 25. Januar 1973 ernannte ihn Papst Paul VI. zum Bischof von Limoeiro do Norte. Der Erzbischof von Teresina, José Freire Falcão, spendete ihm am 1. Mai desselben Jahres die Bischofsweihe; Mitkonsekratoren waren der Bischof von Iguatu, José Mauro Ramalho de Alarcón Santiago, und der Bischof von Brejo, Afonso de Oliveira Lima SDS.
Am 18. Mai 1994 nahm Papst Johannes Paul II. das von Pompeu Bezerra Bessa vorgebrachte Rücktrittsgesuch an.